# 1978年フランス議会総選挙
1978年フランス議会総選挙は、フランス共和国における立法府である国民議会（下院）を構成する議員を選出するための選挙で、1978年3月12日と同月19日に投票が行われた。

## 概要
国民議会議員の任期5年が満了したことによって実施された選挙である。選挙権年齢が21歳から18歳に引き下げられてから初めての選挙で、その動向が注目された。第1回投票では68選挙区で当選者が確定、第2回投票は第1回投票で当選者が居なかった423選挙区で行われた。

## 基礎データ
- 選挙権：満18歳以上のフランス国民
- 被選挙権：満23歳以上のフランス国民
- 国民議会定数：491議席
  - フランス本土：474議席
  - 海外県：10議席
  - 海外領土：7議席
- 議員任期：5年
- 選挙制度：小選挙区制（二回投票制）
  - 第1回投票：有効投票総数の過半数かつ總有権者数の25％以上を得た候補が当選。いない場合は1週間後に決選投票を実施。
  - 第2回投票：第1回投票において有効投票総数の12.5％を得た候補が立候補。得票12.5％以上を得た候補が一人のみあるいは一人もいない場合は第1回投票における上位2名が立候補。最多得票を得た候補が当選。

## 選挙結果
|              | 第1回投票  | 第2回投票  |
| ------------ | ---------- | ---------- |
| 登録有権者数 | 34,424,388 | 30,780,766 |
| 投票者数     | 28,656,845 | 26,120,575 |
| 投票率       | 83.25%     | 84.86%     |

出典：Élections législatives 1978
| 党派                      | 党派                                 | 第1回 投票 | 第2回 投票 | 合計 当選者 |
| ------------------------- | ------------------------------------ | ---------- | ---------- | ----------- |
| RPR 共和国連合            | RPR 共和国連合                       | 31         | 119        | 150         |
| UDF フランス民主連合      | PR 共和党                            | 16         | 55         | 71          |
| UDF フランス民主連合      | CDS 社会民主中道派                   | 6          | 29         | 35          |
| UDF フランス民主連合      | Majoriti presidentielle 大統領多数派 | 6          | 10         | 16          |
| UDF フランス民主連合      | Radicaux 急進党                      | 3          | 4          | 7           |
| UDF フランス民主連合      | MDSF フランス社会主義民主運動        |            | 1          | 1           |
| CNIP 全国独立農民センター | CNIP 全国独立農民センター            | 1          | 8          | 9           |
| PS 社会党                 | PS 社会党                            | 1          | 103        | 104         |
| PCF フランス共産党        | PCF フランス共産党                   | 4          | 82         | 86          |
| MRG 急進左翼              | MRG 急進左翼                         |            | 10         | 10          |
| Various opposition        | Various opposition                   |            | 1          | 1           |
| PSD 社会民主党            | PSD 社会民主党                       |            | 1          | 1           |
| 合計                      | 合計                                 | 68         | 423        | 491         |

出典：2. Results of the Elections and Distribution of Seats in the National Assembly, Dates of Elections: September 25,1977 (Senate) March 12 and 19,1978 (National Assembly).P74